# Sidiki Haidara
Sidiki Haidara ist ein zeitgenössischer malischer Fotograf und Fotokünstler.

## Leben und Werk

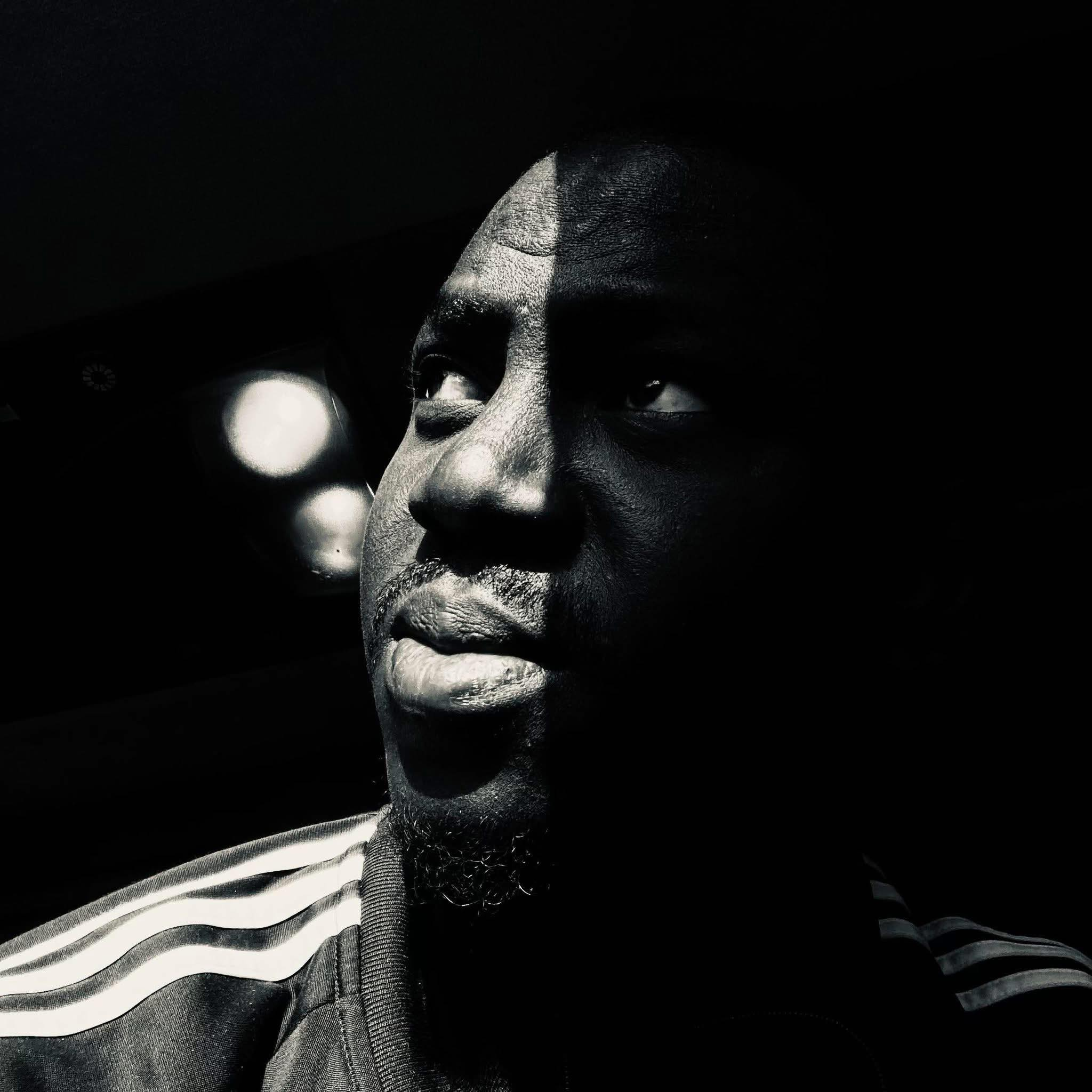
Sidiki Haidara (Selbstporträt 2025)

Sidiki Haidara hat in Bamako, der Hauptstadt Malis, Geschichte und Archäologie studiert. Nach seinem Abschluss wandte er sich der digitalen Bildbearbeitung, der Infographie sowie der künstlerischen Fotografie zu. Gemeinsam mit weiteren Fotografinnen und Fotografen wie Seydou Camara, Monique Dena, Abdoul Karim Diallo und Anna N’Diaye wurde er Teil des Kollektivs Yamarou, das von Seydou Camara gegründet wurde. Die Mitglieder des Kollektivs haben sich durch ihre Arbeiten zur urbanen Alltagskultur einen Namen gemacht. Sie verstehen sich als „Verteidiger des gesellschaftlichen Zusammenhalts“ und möchten die Fotografie aus elitären Räumen befreien, um sie direkt in die Gemeinschaft zu tragen. Seit 2025 arbeitet Haidara auch verstärkt an einer Solo-Karriere als Künstler.
Im Mittelpunkt von Haidaras fotografischem Schaffen stehen urbane westafrikanische Phänomene wie etwa die sogenannten Sotramas – bunt bemalte Kleinbusse, die das Straßenbild Bamakos prägen und ein zentrales Element des öffentlichen Lebens in der malischen Metropole darstellen. Haidara dokumentiert nicht nur die farbenfrohen Fahrzeuge, sondern auch deren Fahrer, Fahrgäste und das rege Treiben rund um die Busse. Seine Arbeiten spiegeln die Dynamik, Kreativität und Solidarität wider, die das urbane Leben in Bamako auszeichnen.
Die Fotografien von Sidiki Haidara zeichnen sich durch einen dokumentarischen Ansatz aus, der die Würde der abgebildeten Menschen und eine unverfälschte Lebenswirklichkeit in den Vordergrund stellt. Gemeinsam mit seinen Kolleginnen und Kollegen setzt er sich für eine differenzierte Darstellung des Lebens in Mali ein, die jenseits von Klischees die Vielfalt und den gesellschaftlichen Wandel des Landes sichtbar macht. Das Kollektiv Yamarou ermutigt insbesondere junge Menschen, ihre Umgebung bewusst wahrzunehmen und durch Fotografie zu kommunizieren. Sidiki Haidara gehört zu einer jungen Generation von Fotografinnen und Fotografen in Mali, die mit ihren Arbeiten einen wichtigen Beitrag zur zeitgenössischen afrikanischen Fotografie leisten. Durch sein Engagement im Kollektiv Yamarou und seine künstlerische Praxis trägt er dazu bei, die Fotografie als Medium des gesellschaftlichen Dialogs und der Selbstrepräsentation in Mali zu stärken.
Ein bedeutender Meilenstein in Haidaras künstlerischer Karriere war die Teilnahme an der Ausstellung Merci Maman. Straßenfotografie in Mali, die im Museum Fünf Kontinente in München gezeigt wurde. In dieser Ausstellung ist Haidara mit rund 30 Arbeiten vertreten.
Haidara lebt und arbeitet in Bamako.

## Ausstellungen
- 2025: Merci Maman. Straßenfotografie in Mali (Museum Fünf Kontinente, München/ Deutschland)[5]
- 2025: Le Mali selon ses photographes/ Mali aus der Sicht seiner Fotografen (Musée de Bamako/ Mali)[11]